# Vibiliidae
Vibiliidae é uma família de anfípodes pertencentes à ordem Amphipoda.
Géneros:
- Vibilia Milne Edwards, 1830
- Vibilioides Chevreux, 1905